# George Mason (24)
George Mason es un personaje de la serie de televisión 24. Protagonista en la primera y segunda temporadas, lo interpreta el actor Xander Berkeley.

## Perfil
George Mason es uno de los agentes de División, la rama de UAT encargada de la coordinación interagencias y la organización jerárquica de la Unidad. Fue enviado a gestionar un caso importante de intento de asesinato en Los Ángeles, pero posteriormente se quedó en esa localización como Director (Agente Especial a Cargo).

## George Mason en 24

### Temporada 1
En esta temporada al principio hacen parecer a George Mason como el traidor e incluso Jack le dispara en la pierna, pero resultó que era bueno, es el jefe de la UAT por un tiempo.

### Temporada 2
En la segunda temporada George Mason no se instala en Washington como el presidente Palmer se lo había dicho, sino que se queda como encargado de CTU.
Al saber acerca del atentado nuclear que se podría desatar en Los Ángeles, George decide irse a un lugar lejos de la radiación nuclear. 
En esta temporada George respira plutonio por lo que los doctores le dicen que no tiene más de una semana de vida, o quizás un día.
Mason es personaje clave en esta temporada, ya que al momento de descubrir la bomba nuclear, Mason decide pilotar la avioneta donde está la bomba y llevarla a una zona despoblada y aislada entre montañas para que explote ahí, salvando la vida de Jack, quién pilotaba el avión hasta que Mason lo asaltó..
- Datos: Q5877890